# Dopolavoro Aziendale Ampelea 1942-1943
Questa voce raccoglie le informazioni riguardanti il Dopolavoro Aziendale Ampelea nelle competizioni ufficiali della stagione 1942-1943.

## Rosa
| N. |                   | Ruolo | Calciatore          |
| -- | ----------------- | ----- | ------------------- |
|    | Italia (bandiera) | P     | Duilio Chelleri     |
|    | Italia (bandiera) | A     | L. Ciani            |
|    | Italia (bandiera) | C     | Alessandro Conterno |
|    | Italia (bandiera) | P     | Vinicio Corazza     |
|    | Italia (bandiera) | C     | P. Corbatto         |
|    | Italia (bandiera) | C     | Marco Costa         |
|    | Italia (bandiera) | A     | Ederino Degrassi    |
|    | Italia (bandiera) | A     | Ottavio Dudine      |
|    | Italia (bandiera) | A     | Lucio Dussi         |
|    | Italia (bandiera) | A     | Guerrino Faini      |
|    | Italia (bandiera) | D     | Giacinto Fontegher  |
|    | Italia (bandiera) | C     | Albino Giorda       |
|    | Italia (bandiera) | D     | Francesco Lanfranco |
|    | Italia (bandiera) | A     | Eugenio Lanzi       |
|    | Italia (bandiera) | D     | Giacinto Menis      |

| N. |                   | Ruolo | Calciatore           |
| -- | ----------------- | ----- | -------------------- |
|    | Italia (bandiera) | C     | Mario Mlacher        |
|    | Italia (bandiera) | A     | G. Moretti           |
|    | Italia (bandiera) | A     | Silvano Paoli        |
|    | Italia (bandiera) | A     | Mario Parovel        |
|    | Italia (bandiera) | C     | B. Parentin          |
|    | Italia (bandiera) | A     | Francesci Pugliese   |
|    | Italia (bandiera) | C     | Giuseppe Quarantotto |
|    | Italia (bandiera) | A     | Mario Rossello       |
|    | Italia (bandiera) | D     | Bruno Scher          |
|    | Italia (bandiera) | A     | C. Scherlavai        |
|    | Italia (bandiera) | A     | Enrico Schinardi     |
|    | Italia (bandiera) | P     | B. Segala            |
|    | Italia (bandiera) | A     | Pietro Svageli       |
|    | Italia (bandiera) | A     | Tullio Tarlao        |
|    | Italia (bandiera) | C     | Emilio Ulcigrai      |

## Risultati

### Serie C

#### Girone A

##### Girone di andata
| Arbitro: | Parpaiola |

|              |           |  |
| Rossello 25’ | Marcatori |  |

| Pieris 11 ottobre 1942 2ª giornata | Pieris | 2 – 2 | Ampelea |  |

| Isola d'Istria 29 ottobre 1942 3ª giornata | Ampelea | 1 – 1 referto | CRDA Monfalcone |  |

| Arbitro: | Forza |

|  |           |                             |
|  | Marcatori | 51’ Scher 87’, 88’ Rossello |

| Isola d'Istria 1 novembre 1942 5ª giornata | Ampelea | 1 – 2 referto | Fiumana |  |

| Vittorio Veneto 8 novembre 1942 6ª giornata | Vittorio Veneto | 2 – 1 referto | Ampelea |  |

| Isola d'Istria 15 novembre 1942 7ª giornata | Ampelea | 2 – 4 referto | Treviso |  |

| Gorizia 22 novembre 1942 8ª giornata | Pro Gorizia | 2 – 1 referto | Ampelea |  |

| Isola d'Istria 29 novembre 1942 9ª giornata | Ampelea | 10 – 2 referto | Mogliano |  |

| Isola d'Istria 6 dicembre 1942 10ª giornata | Ampelea | 4 – 1 referto | 94º Reparto Distrettuale |  |

| Pola 13 dicembre 1942 11ª giornata | Grion Pola | 1 – 1 referto | Ampelea |  |

##### Girone di ritorno
| Trieste 20 dicembre 1942 12ª giornata | Ponziana | 9 – 2 referto | Ampelea |  |

| Isola d'Istria 10 gennaio 1943 13ª giornata | Ampelea | 5 – 0 referto | Pieris |  |

| Monfalcone 17 gennaio 1943 14ª giornata | CRDA Monfalcone | 1 – 0 referto | Ampelea |  |

| Isola d'Istria 24 gennaio 1943 15ª giornata | Ampelea | 3 – 2 | Magazzini Generali |  |

| Fiume 31 gennaio 1943 16ª giornata | Fiumana | 7 – 1 | Ampelea |  |

| Isola d'Istria 7 febbraio 1943 17ª giornata | Ampelea | 1 – 3 referto | Vittorio Veneto |  |

| Treviso 14 febbraio 1943 18ª giornata | Treviso | 3 – 0 referto | Ampelea |  |

| Isola d'Istria 21 febbraio 1943 19ª giornata | Ampelea | 2 – 0 | Pro Gorizia |  |

| Mogliano 28 febbraio 1943 20ª giornata | Mogliano | 0 – 3 referto | Ampelea |  |

| Trieste 19 marzo 1943 21ª giornata | 94º Reparto Distrettuale | 4 – 0 referto | Ampelea |  |

| Isola d'Istria 14 marzo 1943 22ª giornata | Ampelea | 0 – 1 referto | Grion Pola |  |

### Coppa Aldo Fiorini
| Isola d'Istria 9 maggio 1943 Primo turno - andata | Ampelea | 3 – 1 referto | Grion Pola |  |

| Pola 16 maggio 1943 Primo turno - ritorno | Grion Pola | 3 – 0 | Ampelea |  |